# 時任亜弓
時任 亜弓（ときとう あゆみ、1974年10月2日 - ）は、日本の女優。東京都出身。OFFICE STOIC所属(2018年から)。身長は160cm。旧芸名は時任歩(1999年以前は松村歩)。

## 来歴・人物
- 身長160cm。
- 宇宙が好きで、宇宙を構成する時間と空間の「時」、何事にも時の流れに任せながらも、まっすぐ矢のごとく進み続ける意味を込めて命名。
- ヌード・濡れ場系の女優としてもオリジナルビデオ等にて活躍していたが改名後は自粛。
- 好きな言葉は『que sera sera (ケセラセラ)』[2]
- 劇団ひまわり→文学座研究所（第33期卒業）[3]→東京乾電池養成所（第12期卒業）をへてデビューに至る。
- 2000年、シューリー・チェン監督の映画『I.K.U.』にて主演（主人公・Reiko1 役）。この作品はサンダンス映画祭で、「映画祭史上の最高のミッドナイト・ムービー、とにかく気が狂う程、素晴らしい」と絶賛される。
- 2007年、OFFICE STOICを設立。
- 2008年、グッドラックカンパニーに所属→2018年、OFFICE STOICに戻る。
- 2018年04月30日、自身のホームページにて俳優業の引退を発表[4]。

## 出演

### 映画
- I.K.U.（2001年） - Reiko1 役
- 空の穴（2001年） - 市夫の母 役
- 人妻社長秘書 バイブで濡れる（2001年） - 藤原茜 役
- 最強獣誕生 ネズラ -NEZULLA-（2002年） - ジェニー川口 役
- カナ子（2002年） - 斉藤カナ子 役
- 脱皮ワイフ（2005年） - 新田江美 役
- female by JamFilms『桃』（2005年） - 美樹 役
- イントゥ・ザ・サン（2005年） - 玲菜 役
- ユビサキから世界を（2006年） - 晃子 役
- 五重塔（2007年） - 風花 役
- 世界はときどき美しい（2007年） - 雅美 役
- DEEP BLOOD（2007年） - 須崎医師 役
- 山桜（2008年） - 時奴 役
- 緑の果て、今日の夢（2009年） - 今日子 役
- ふとめの国のありす（2012年） - 寧々 役
- つやのよる ある愛に関わった、女たちの物語（2013年） - 万里子 役
- 色あせてカラフル（2015年） - 悠木新の同僚 役
- 復讐したい（2016年） - 小寺満一子 役
- 新宿スワン2（2016年）- 森下久美子 役
- ぐちゃぐちゃ（2016年） - 田中佐知子 役
- 岬の兄妹（2018年） - 溝口弥生 役
- ハモニカ太陽（2018年）- 高橋陽子 役

### ブロードバンドシネマ
- 恋3『少女爛漫』（2007年） - 仙藤恭子 役

### オリジナルビデオ
- 新婦調教（1998年）
- 誘惑クリニック 歯科女医の秘密 （1998年） -亜美 役
- 告白の性 私、コクるんです（1999年）
- 人妻遊戯（1999年）
- 美少女戦士コワトリン （1999年）
- どチンピラ コマシの仁（2001年） -サエコ/チュンリー 役
  - どチンピラ コマシの仁2（2001年） -サエコ/チュンリー 役
- 牝牌 肉体は武器（2003年）
- 派遣秘書（2004年） - 雅美 役
- 本当にあった!!都市伝説3（2004年） - 精神を病んだ女性 役
- 警視庁特別調査課 マーダーファイル 津山30人殺しを追え!（2005年） - 橋谷紀子 役
- TWO-F（2005年） - 謎の女 役
- 女子競泳反乱軍 - マリコ 役
- 組長×射殺 首領(ドン)を撃て!（2007年）
- 闇の交渉術 歌舞伎町ネゴシエーター（2008年）
- パチンコクイーン・七瀬3（2012年） - 玉山蘭子 役

### テレビドラマ
TBS
- 月曜ゴールデン
  - 「家庭教師が解く! 〜殺人方程式の推理ドリル〜」（2013年） - 松尾恭子 役

フジテレビ
- 劇団演技者。 第6回公演作：オートマチック（2004年） - 南部の妻 役
- 美しい罠 第40話（2006年） - 記者：美佐子 役
- 金曜プレステージ
  - 「松本清張ドラマスペシャル・山峡の章」（2010年） - 原田好美

関西テレビ
- 未来世紀シェイクスピア 第3話、第4話（2008年）

テレビ朝日
- 土曜ワイド劇場
  - 「古都金沢 華道家元 華の殺意」（2001年） - 藤原水無子 役
  - 「インターフォン症候群の女」（2001年） - 八木悦子 役
  - 「事件10」（2003年） - 女性拘留者 役（身体検査を受ける役柄）
  - 「終着駅シリーズ17・霧笛の余韻」（2004年） - 塩路輝子 役
  - 「おとり捜査官・北見志穂16　婚カツ美女連続殺人」（2012年） - 女性警察官・大野祐子 役
- 特命係長 只野仁 第3話（2003年） - 美紀子 役
- ダムド・ファイル（2004年） -  No.0023・浅野瑤子 役
- 相棒 season7 第13話（2008年） - 室賀厚子 役

テレビ東京
- 怨み屋本舗 第9話（2006年） - さつき 役
- Cafe吉祥寺で 第50話（2008年） - 通訳：亜沙子 役
- 水曜ミステリー9
  - 「密会の宿6」（2007年） - 靖子 役
  - 「鉄道警察官・清村公三郎6」（2010年） - 母親：充子 役

tvk
- 満福少女ドラゴネット（2010年） - 司城霧子 役

### バラエティー番組など
- はなまるマーケット（TBS）
- 2時っチャオ!（TBS）
- スーパーニュース（CX）
- リンカーン（TBS）
- 所さん&おすぎの偉大なるトホホ人物伝（TX）
  - 第9回「坂本龍馬とおりょう」 - 千葉佐那子 役
  - 第27回 戦国の女たち「細川ガラシャ」編 - 細川ガラシャ 役
- ルビコンの決断（TX）
  - 第18回『「まずい」を「うまい」に変えたポカリスエット 大逆転のドラマ』 - 主婦 役
- プラチナ・シート（BSフジ）
  - 第39回 富士の麓で自然と歴史に触れる旅 - ナビゲーター
- 水トク!（TBS）
  - 奥様はモンスター2 - 陽子 役
  - 実録！犯罪列島2014 - インリナ 役
- 金曜日のスマたちへ(TBS)

### 舞台
- 家畜人ヤプー（2000年） - ジョディ 役
- 愛レンジャー（2005年） - 女王ダリア・伊集院朝顔 役
- TUMBLE（2006年） - 蘭耀子 役

### CM
- 資生堂：アスプリールグレイシィリッチ〜特濃化粧水（2003年）
- ヤクルト：蕃爽麗茶（2008年）
- アコム：アコム計画CLUB（2009年）[5]
- すき家：おいしい330円（2009年）
- 牛角：牛角大焼肉祭り（2010年）
- アクサ生命：保険をくるり（2010年）
- 新キャベジンS：ビジネスウーマン編（2010年）
- 京都きもの友禅（2011年）

### PV
- キンモクセイ：二人のムラサキ東京（2004年）
- 有木株式会社：有木美脚パンツ（2009年）

### ラジオ
- que sera sera（ケセラセラ）（2008年4月〜2011年3月 LIVECAST.JP）[6]

## 作品

### 写真集
- 東京サーカス 大野純一ポートレイト写真集（2000年1月、ビブロス出版） ISBN 9784835210551

### 著作
- 「レーションワールドカップ」2006年8月10日発行、オークラ出版 ISBN 9784775511350
  - ほぼ全てのレーションを食して執筆。ベトナム戦争時代の30年物のレーションも食す事となる。